# 니라사키정
니라사키정(韮崎町)은 야마나시현 기타코마군에 았던 정이다. 현재의 호쿠토시에 해당한다.

## 역사
- 1889년 7월 1일 - 정촌제 시행에 의해 근세이후의 니라사키촌이 단독으로 지자체를 형성하였다.
- 1937년 9월 20일 - 정으로 승격해 니라사키정이 되었다.
- 1954년 10월 10일 - 니라사키정, 호사카촌, 후지이촌, 세이테쓰촌, 가미야마촌, 오쿠사촌, 다쓰오카촌, 아사히촌, 나카다촌, 아나야마촌, 마루노촌과 합병해 니라사키시가 성립하여, 동일 니라사키정은 폐지되었다.

## 교통

### 철도
- 일본국유철도
  - 주오본선

### 도로
- 국도 제20호선

## 참고문헌
- 角川日本地名大辞典 19 山梨県